# オーストリアの高速道路

アウトバーンの標識

オーストリアの高速道路（オーストリアのこうそくどうろ）では、オーストリアの高速道路（Autobahnen）について記述する。公式には連邦道路 A（Bundesstraßen A、俗にBundesautobahnen)　と呼ばれ、オーストリア連邦国家道路法に基づき、連邦政府の管理下にある。

## 歴史
最初に建設されたのはザルツブルクからウィーンまでのウェストアウトバーンで、1938年のアンシュルス（オーストリア併合）直後より、ミュンヘンからザルツブルクまでのアウトバーンの延長としてアドルフ・ヒトラーの指示で着工されたが、第2次世界大戦のため、翌年工事は中断された。建設が再開されたのは1955年のオーストリア国家条約の締結後であり、1967年にザルツブルク〜ウィーン間が完成した。1959年より、ウィーンからグラーツやクラーゲンフルトに至る路線が建設された。西部のチロル州のイン谷アウトバーンは1968年より建設されたが、今日に至るまで、オーストリアのアウトバーンのネットワークには直接接続されておらず、ドイツ領内を経由する必要がある。

## 路線網
現在、18の路線があり、総延長は1,720キロである。新設路線の計画もあるが、アルプス山脈の中央部を横切る特に大型車の交通は、山岳地帯の壊れやすい生態系にかなりの負荷を与えている。貨物交通を道路から鉄道に転換すべきと主張する活動家の団体がいくつかある。1991年、オーストリアは自然環境を保護するアルパイン条約に調印した。

オーストリアのアウトバーンとシュネルシュトラーセ網。青：アウトバーン、緑：シュネルシュトラーセ, 点線：建設または計画中

## 交通法規
ドイツのアウトバーンと異なり、オーストリアでは時速130キロの制限速度がある。最低速度は時速60キロである。停止、Uターン、後退は禁止されている。

## シュネルストラーセ
アウトバーンとよく似た高速道路としてシュネルストラーセ（Schnellstraßen）がある。主な相違点は、建設費低減のためトンネルが少なく、地形に沿って建設されていることである。制限速度は時速130キロだが、時速100キロのところもある。総延長は現在466キロである。

## 料金
1997年より有料化されており、普通車はビネット（vignette）と呼ばれる料金票を貼り、大型車はGO-Boxと呼ばれる電子料金システムを用いる必要がある。維持費が高額になるアルプスの山岳路線では、料金所でそのたびごとに料金が徴収される。